# Ali Baba
För andra betydelser, se Alibaba.

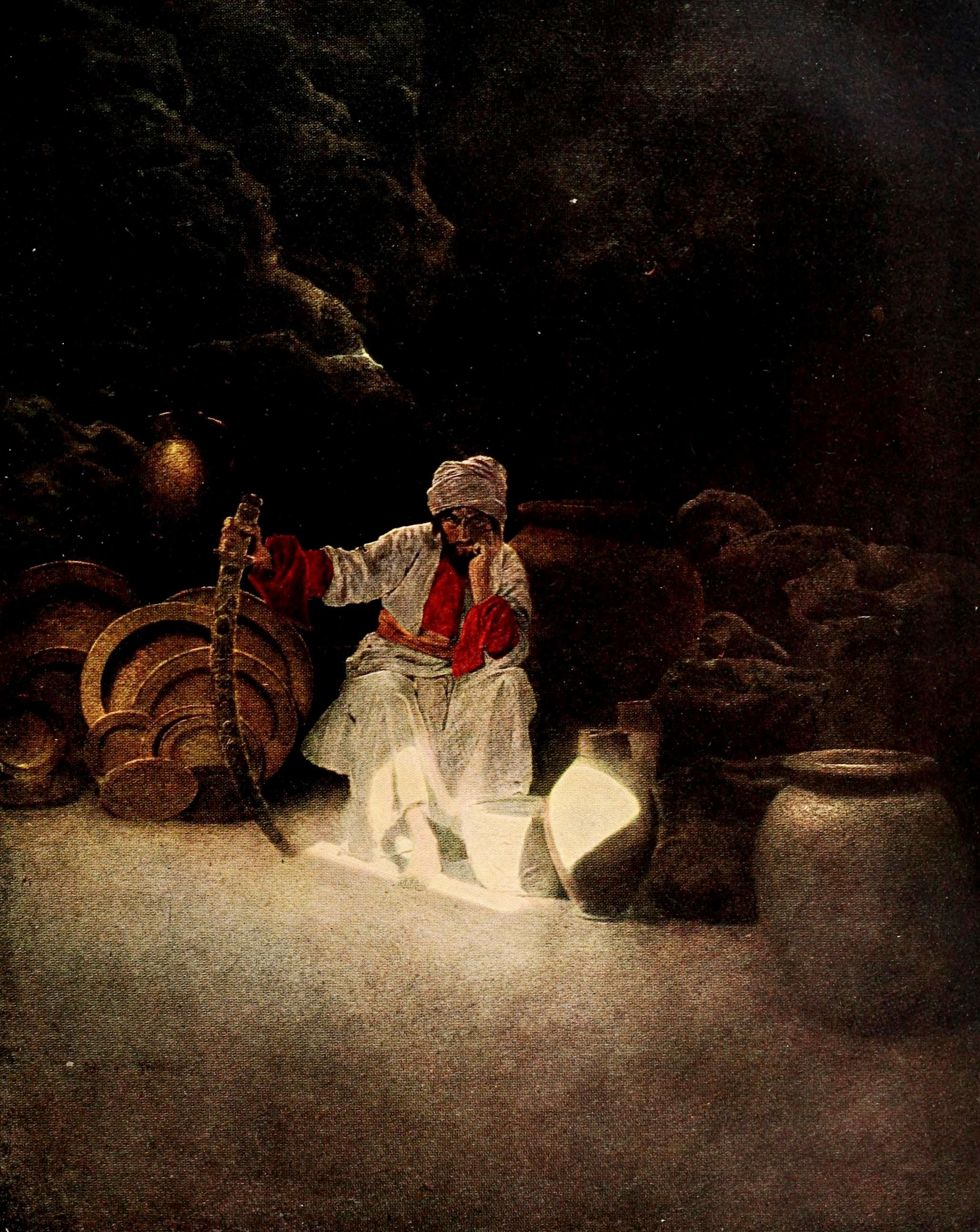
Ali Baba (illustration av Maxfield Parrish, 1909)

Ali Baba är en litterär figur som förekommer i sagosamlingen Tusen och en natt i berättelsen "Ali Baba och de 40 rövarna".
Berättelsen är en av de mest kända i Tusen och en natt. De 40 rövarna har sitt gömställe i en stor grotta, dit porten öppnar och stänger sig när man säger "Sesam, öppna dig" och "Sesam, stäng dig" En dag upptäcker vedhuggaren Ali Baba hemligheten, och med hjälp av den stjäl han de väldiga rikedomar som är gömda i grottan. Rövarhövdingen försöker finna tjuven, men blir alltid överlistad av Morgiana, Ali Babas slavinna, som till slut dödar både hövdingen och alla hans män.
Ali Baba har även uppförts som opera av Luigi Cherubini (urpremiär den 22 juli 1833) och Giovanni Bottesini (urpremiär i London den 18 januari 1871).